# Президентские выборы в Ливане (2014—2016)
Президентские выборы в Ливане: первый тур прошёл 23 апреля 2014 года, второй планировался на 30 апреля, но был перенесён на 7, 15 и 22 мая, 9 и 18 июня, 2 и 23 июля, 12 августа, 2 и 23 сентября, 9 и 29 октября, 19 ноября и 10 декабря 2014 года, 7 и 28 января, 18 февраля, 11 марта, 2 и 22 апреля, 13 мая, 3 и 24 июня, 15 июля, 12 августа, 2 и 30 сентября, 21 октября, 11 ноября, 2 и 16 декабря 2015 года, 7 января, 8 февраля, 2 и 23 марта, 18 апреля, 10 мая, 2 и 23 июня, 13 июля, 8 августа, 7 и 28 сентября, 31 октября 2016 года.

## Контекст
Согласно конфессиональному государственному устройству Ливана, оговоренному в Национальном пакте, пост президента должен занимать представитель христиан-маронитов. Президент избирается парламентом. Голосование проводится тайно. Для победы в первом туре необходимо заручиться поддержкой двух третей из 128 депутатов. Во втором туре требуется простое большинство. Шестилетний срок полномочий действующего президента Ливана Мишеля Сулеймана истекал 25 мая 2014 года.
Коалиционное правительство премьер-министра Таммама Салама получило вотум доверия 19 марта. Основной целью стало проведение президентских выборов, затем парламентских, и принятие нового избирательного закона. Это поставило в тупик «Коалицию 14 марта» и «Альянс 8 Марта». Бывший премьер-министр и лидер парламентской партии «Движение в будущее» Фуад Синьора начал процесс обсуждения проведения выборов до формирования правительства. Спикер парламента Набих Берри ответил, «что наши намерения хорошие, мы не против проведения президентских выборов, отныне и впоследствии не будет никаких проблем по формированию правительства».

## Кандидаты
Возможными кандидатами стали: Амин Жмайель, Мишель Аун (Коалиция 8 марта), Сулейман Франжье (младший), Самир Джааджаа (Коалиция 14 марта), Жан Обейд, Риад Саламе, Жан Кахваджи, Бутрос Харб, Роберт Ганем и Зияд Баруд. Маронитский патриарх Бешар Бутрос эль-Раи мог повлиять на их решения, в частности сказав, что выбирать президента должны сами ливанцы, «без участия иранцев, саудовцев или американцев».
3 апреля Исполнительный комитет партии «Ливанские силы» единогласно постановил назначить кандидатом в президенты Самира Джааджаа. Он считается основным оппонентом шиитской группировки «Хезболла». Коалиция просирийских партий не назвала своего кандидата. Предполагалось, что им станет лидер Свободного патриотического движения Мишель Аун, но он сказал, что выдвинет свою кандидатуру только в том случае, если вокруг его фигуры будет сформирован политический консенсус. Валид Джумблат формально назначил от партии «Фронт национальной борьбы» Анри Элу.
В конце ноября 2015 года в качестве консенсусной фигуры был выдвинут лидер христианской партии «Марада» просирийский политик Сулейман Франжье (младший), получивший поддержку суннитской «Коалиции 8 марта» и её главы С. Харири, претендующего на пост премьер-министра. Прежняя основная кандидатура, Мишель Аун, категорически не устраивала прозападные фракции из-за его альянса с партией «Хезболла».

## Голосования и результаты

### Первый тур
В первом туре, прошедшем 23 апреля 2014 года, из 128 голосов нужно было получить 86, Самир Джаджаа получил 48 голосов, Анри Элу — 16, Амин Жмайель — 1 голос, 52 депутата не участвовали в голосовании и семь воздержались. Все депутаты покинули зал после голосования, сделав, тем самым, невозможным проведение повторного голосования, в котором для победы достаточно простого большинства голосов.

### Второй тур
2014 г.
Кандидату для избрания президентом достаточно получить 65 голосов. Спикер парламента Набих Берри заявил, что второй тур состоится 30 апреля 2014 года. Однако в этот день голосование не состоялось. Спикер парламента Набих Берри сказал, что причиной провала голосования стало отсутствие необходимого кворума, так как «в зале после звонка вместо 86 (из 128) депутатов оказались только 76 законодателей». Второй тур был перенесён на 7 мая.
7 мая из-за отсутствия кворума на парламентской сессии спикер Набих Берри перенёс проведение второго тура на 15 мая.
15 мая уже в четвёртый раз парламент не смог избрать нового президента из-за разногласий между возглавляемой движением «Хизбалла» коалицией «8 марта» и либеральным альянсом «14 марта», из-за отсутствия кворума: в зале присутствовали только 73 депутата из 128. В полном составе отсутствовала коалиция «8 марта», а присутствовали большинство членов «14 марта». Спикер Набих Берри назначил пятый срок голосования на 22 мая, а уже 25 мая истекает срок полномочий действующего президента Мишеля Сулеймана. Кроме того, если президент не был выбран в последние 10 дней мандата действующего президента, то парламент должен заседать только с целью избрания нового президента.
22 мая голосование вновь не состоялось из-за отсутствия кворума. В зале находились лишь 75 из 128 депутатов, вместо необходимых 86. Спикер Набих Берри заявил, что «новое заседание палаты будет созвано, когда созреют условия для выборов главы государства», не назвав даже примерной его даты. Просирийские партии и прозападная «Коалиция 14 марта» не смогли договориться «о кандидате, устраивающем все фракции», и это означает, что пост президента останется вакантным. Такая же ситуация наблюдалась в ходе политического кризиса 2007—2008 годов, закончившись избранием генерала Мишеля Сулеймана, занимавшего пост командующего армии.
24 мая в президентском дворце состоялся прием в честь президента Мишеля Сулеймана, на котором он призвал провести конституционную реформу, наделив главу государства реальными полномочиями, а именно возможностью роспуска парламента и созыва экстренных заседаний правительства. В полночь 25 мая срок полномочий Сулеймана истек. Полномочия президента до избрания преемника перешли к правительству.
25 мая на первой в стране исполнительной сессии кабинета министром премьер-министр Таммам Салам сказал, что правительство должно работать, чтобы помочь процессу избрания следующего президента, подчеркнув, что правительство осуществляет полномочия президента с 25 мая.
26 мая спикер Набих Берри назначил новую сессию для избрания президента на 9 июня.
29 мая Совет Безопасности ООН опубликовал председательское заявление, в котором выражено разочарование и обеспокоенность тем, что выборы не состоялись в установленные Конституцией сроки, и выражается просьба поторопиться с избранием нового президента с заявлением о «полной поддержке» правительства Ливана на время переходного периода.
9 июня вследствие бойкота Свободного патриотического движения и Хезболлы на сессии присутствовали только 64 депутата, в частности отстуствовал и Валид Джумблат. Спикер Набих Берри объявил датой нового заседания — 18 июня.
18 июня в зал заседаний явились 63 из 128 депутатов, что недостаточно для проведения голосования. Набих Берри объявил, что новое заседание состоится 2 июля.
30 июня лидер Свободного патриотического движения, входящего в Коалицию 8 марта и являющегося союзником шиитской партии Хезболла, кандидат в президенты генерал Мишель Аун, предложил внести поправки в конституцию страны с закреплением прямых президентских выборов, которые могут быть проведены в два этапа. Его инициативу не поддержали кандидаты, входящие в прозападную Коалицию 14 марта, настаивая на проведении выборов парламентом и обвиняя Ауна в срыве выборов.
2 июля на восьмой попытке парламенту снова не удалось выбрать нового президента, так как на заседание явилось недостаточное количество депутатов. Спикер Набих Берри назначил очередное заседание на 23 июля.
23 июля в девятый раз не состоялось голосование, из-за того что на заседание не пришли 59 депутатов. Набих Берри назначил новое заседание на 12 августа, призвав собраться 26 июля, чтобы «продемонстрировать солидарность с Газой против израильского терроризма и с христианами в Мосуле против окружающих их такфиристов-террористов».
12 августа в очередной раз перенесли выборы главы государства. На этот раз на заседание парламента, который должен выбирать президента, пришло всего 56 депутатов. Голосование не состоялось из-за отсутствия кворума. Спикер парламента Набих Берри перенёс выборы на 2 сентября.
2 сентября одиннадцатая попытка выбрать президента не состоялась из-за отсутствия кворума. Новое заседание ливанского парламента для выбора президента страны назначено на 23 сентября.
23 сентября не смогли выбрать президента в 12 раз. Выборы перенесены на 9 октября. Главу государства не смогли выбрать из-за отсутствия кворума — к назначенному времени в здание парламента явились всего 58 из 128 депутатов.
9 октября выборы опять не состоялись из-за отсутствия кворума. Новой датой голосования было названо 29 октября.
29 октября из-за отсутствия 54 депутатов заседание было перенесено на 19 ноября. Между тем, 20 ноября истекают полномочия действующего состава парламента, и в то же время должны быть проведены парламентские выборы. В то же время, депутат Николя Фаттуш призвал к продлению полномочий парламента на ещё два года и семь месяцев, однако это предложение было отклонено Сами Жмайелем, а сама возможность проведения выборов — Мишелем Ауном
19 ноября спикер Набих Берри в 15-й раз перенёс проведение голосования по поводу избрания президента на 10 декабря, так как вместо необходимых 86, в зале заседания присутствовали 53 из 128 депутатов.
10 декабря, в то время как Ливан 200 дней существует без президента, из-за отсутствия кворума спикер парламента Набих Берри перенёс голосование на 7 января 2015 года.
2015 г.
7 января 2015 года ливанский парламент формально вновь не смог собрать кворума: на заседание прибыли всего 47 депутатов. Голосование перенесено на 28 января.
28 января из-за недостатка кворума 18-я сессия парламента Ливана по президентским выборам была перенесена на 18 февраля.
18 февраля из-за отсутствия кворума выборы перенесены на 11 марта.
11 марта в связи с отсутствием кворума голосование вновь перенесено. Заседание парламента назначено на 2 апреля.
2 апреля голосование перенесено на 22 апреля.
22 апреля голосование из-за отсутствия кворума перенесено на 13 мая.
13 мая, вновь из-за отсутствия кворума, голосование было перенесено на 3 июня.
3 июня выборы президента в парламенте вновь не состоялись. Число собравшихся на заседание законодателей оказалось недостаточным для проведения голосования. Заседание по избранию президента перенесено на 24 июня.
24 июня в связи с отсутствием кворума голосование было перенесено на 15 июля.
15 июля 2015 года из-за блокады со стороны Свободного Патриотического Движения президента в очередной раз избрать не удалось. Выборы перенесены на 12 августа.
12 августа в связи с отсутствием кворума спикер Набих Берри в 27-й раз подряд перенес выборы президента республики. Народным избранникам предложено прибыть на заседание 2 сентября.
2 сентября из-за нехватки кворума парламент перенёс очередное заседание по выборам президента страны на 30 сентября.
30 сентября 2015 года вследствие отсутствия кворума среди парламентариев назначенное голосование было вновь отсрочено и перенесено на 21 октября.
21 октября в связи с отсутствием кворума было принято решение перенести второй тур голосования на 11 ноября.
11 ноября было принято решение перенести второй тур голосования на 2 декабря.
2 декабря выборы в связи с отсутствием кворума были перенесены на 16 декабря.
16 декабря выборы по причине отсутствия кворума были перенесены на 7 января 2016 года.
2016 г.
7 января 2016 года выборы были перенесены в очередной раз на 8 февраля 2016 года, поскольку на заседание пришло всего 36 депутатов.
8 февраля выборы не состоялись по причине отсутствия кворума и были перенесены на 2 марта 2016 года.
2 марта выборы не состоялись из-за нехватки кворума и были перенесены на 23 марта 2016 года.
23 марта из-за нехватки кворума очередная попытка избрать главу страны не состоялась, выборы перенесены на 18 апреля 2016 года.
18 апреля выборы вновь не состоялись из-за нехватки кворума. Выборы перенесены на 10 мая 2016 года.
10 мая парламент Ливана в очередной раз не смог выбрать президента из-за отсутствия кворума. Выборы перенесены на 2 июня 2016 года.
2 июня по причине отсутствия кворума выборы были перенесены на 23 июня 2016 года.
23 июня выборы президента Ливана были перенесены из-за отсутствия кворума на 13 июля 2016 года.
13 июля выборы не состоялись из-за отсутствия кворума в парламенте и были перенесены на 8 августа 2016 года.
8 августа 43-я попытка избрания президента не удалась. Из 86 необходимых для кворума депутатов на заседание пришло чуть больше 40. Выборы перенесены на 7 сентября 2016 года. На 5 сентября назначены парламентские консультации.
7 сентября выборы не состоялись и были перенесены на 28 сентября 2016 года.
28 сентября из-за нехватки кворума выборы были перенесены на 31 октября 2016 года.
31 октября 2016 года, с 46-й попытки, через 2,5 года после начала выборов, президентом Ливана был избран Мишель Аун. Он был приведён к присяге в тот же день во дворце Баабда, став 13-м президентом Ливана с момента провозглашения независимости страны от Франции.